# Doryctes longulus
Doryctes longulus är en stekelart som beskrevs av Statz 1938. Doryctes longulus ingår i släktet Doryctes och familjen bracksteklar. Inga underarter finns listade i Catalogue of Life.